# NGC 489

NGC 489

NGC 489 هي على الأرجح مجرة حلزونية تبعد حوالي 97 مليون سنة ضوئية من الأرض تقع في كوكبة الحوت. سرعتها المحسوبة هي 2507 كم / ثانية. تم اكتشافها من قبل عالم الفلك الألماني هاينريش لويس داريست في 22 ديسمبر 1862.

## مجموعة العضوية
NGC489 هو عضو في مجموعة من المجرات المعروفة باسم مجموعة NGC 524.

## وصلات خارجية
- NGC 489 على موقع ويكي سكاي: DSS2, SDSS, GALEX, IRAS, Hydrogen α, X-Ray, Astrophoto, Sky Map, Articles and images